# Sheldry Sáez
Sheldry Nazareth Sáez Bustavino (15 gennaio 1992) è una modella panamense, incoronata Miss Panamá 2011 il 26 maggio 2011, in rappresentanza dello stato di Herrera. In qualità di rappresentante ufficiale di Panama, la Saez ha partecipato a Miss Universo 2011, che si è tenuto a São Paulo, in Brasile il 12 settembre 2011.
Durante la finale di Miss Panamá 2011 ha ricevuto anche altri riconoscimenti come Best Fantasy Costume, Miss Photogenic e "Misses Council", riconosciutole da una giuria che includeva varie ex Miss Panamà e vecchie concorrenti del concorso.
In occasione di Miss Universo, Sheldry Saez si è riuscita a classificare nella rosa delle dieci finaliste del concorso, ottenendo alla fine il riconoscimento speciale di Best National Costume.